# Automotodrom Brno
Das Automotodrom Brno (auch Masaryk-Ring, tschechisch Masarykův okruh) ist eine Motorsport-Rennstrecke am westlichen Stadtrand von Brünn, Tschechien. Die Strecke wurde zwischen 1985 und 1987 im Waldgebiet Podkomorské lesy zwischen Ostrovačice und Žebětín neu errichtet. Seit 1994 ist die Automotodrom Brno AG der Betreiber der Strecke.

## Geschichte

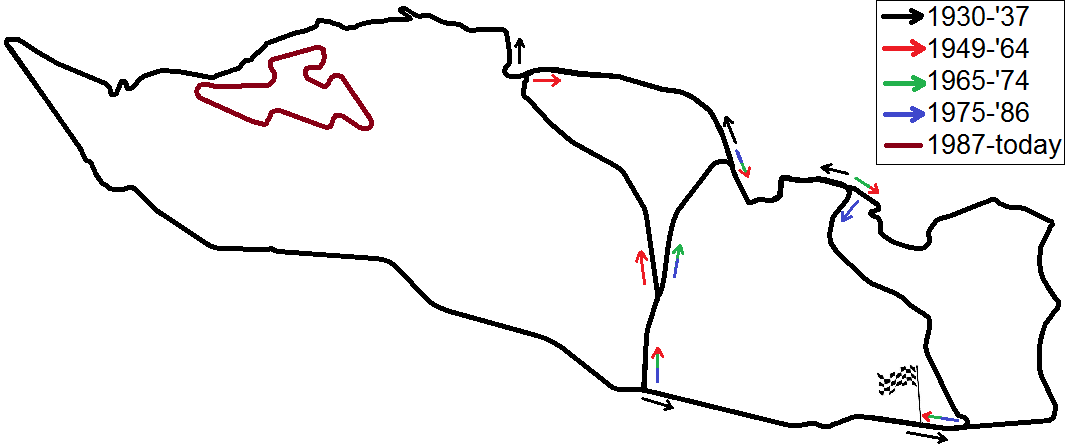
Lage des Automotodrom Brno im Masaryk-Ring.

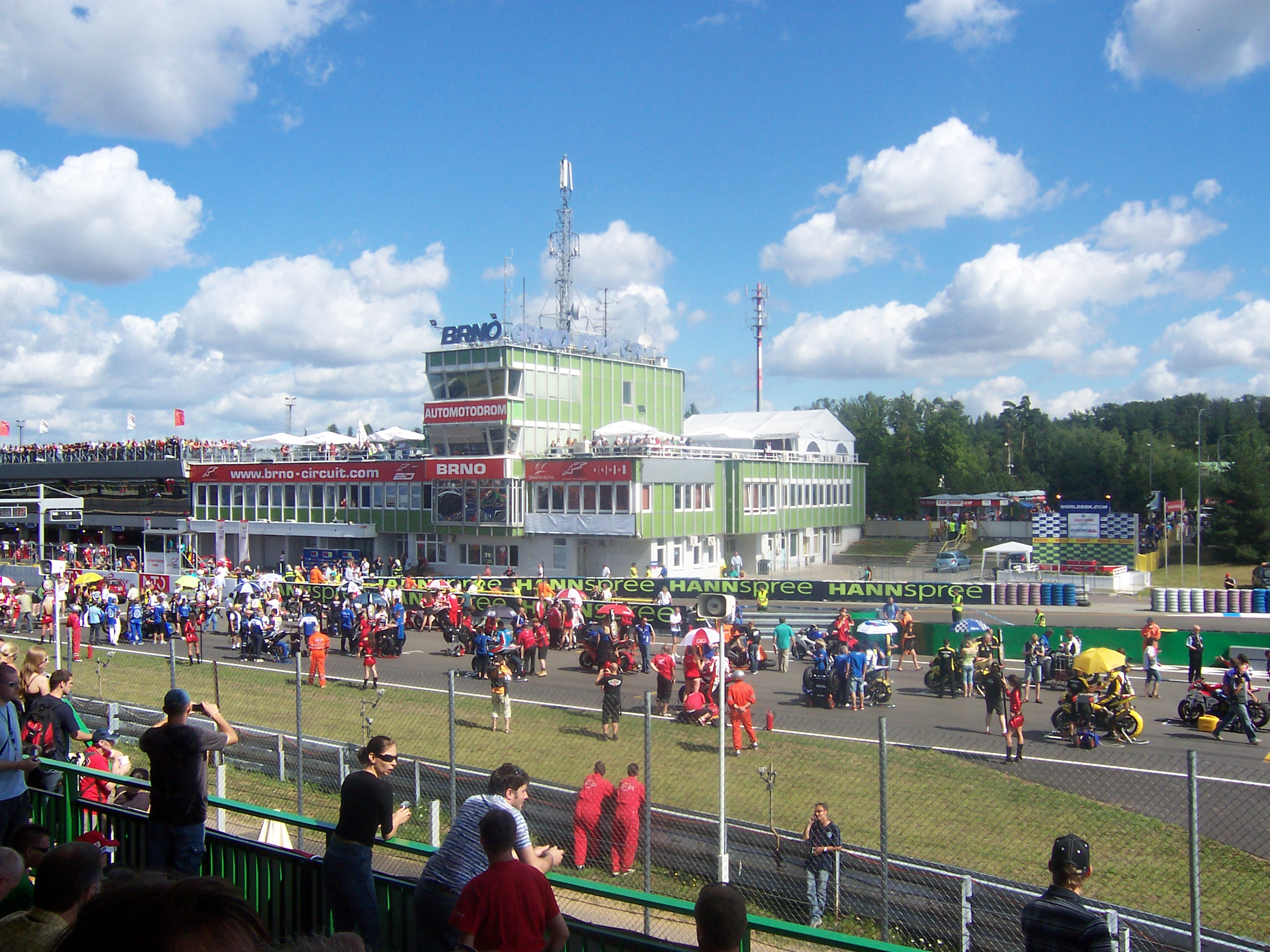
Start zum FIM-Superstock-1000-Cup 2008

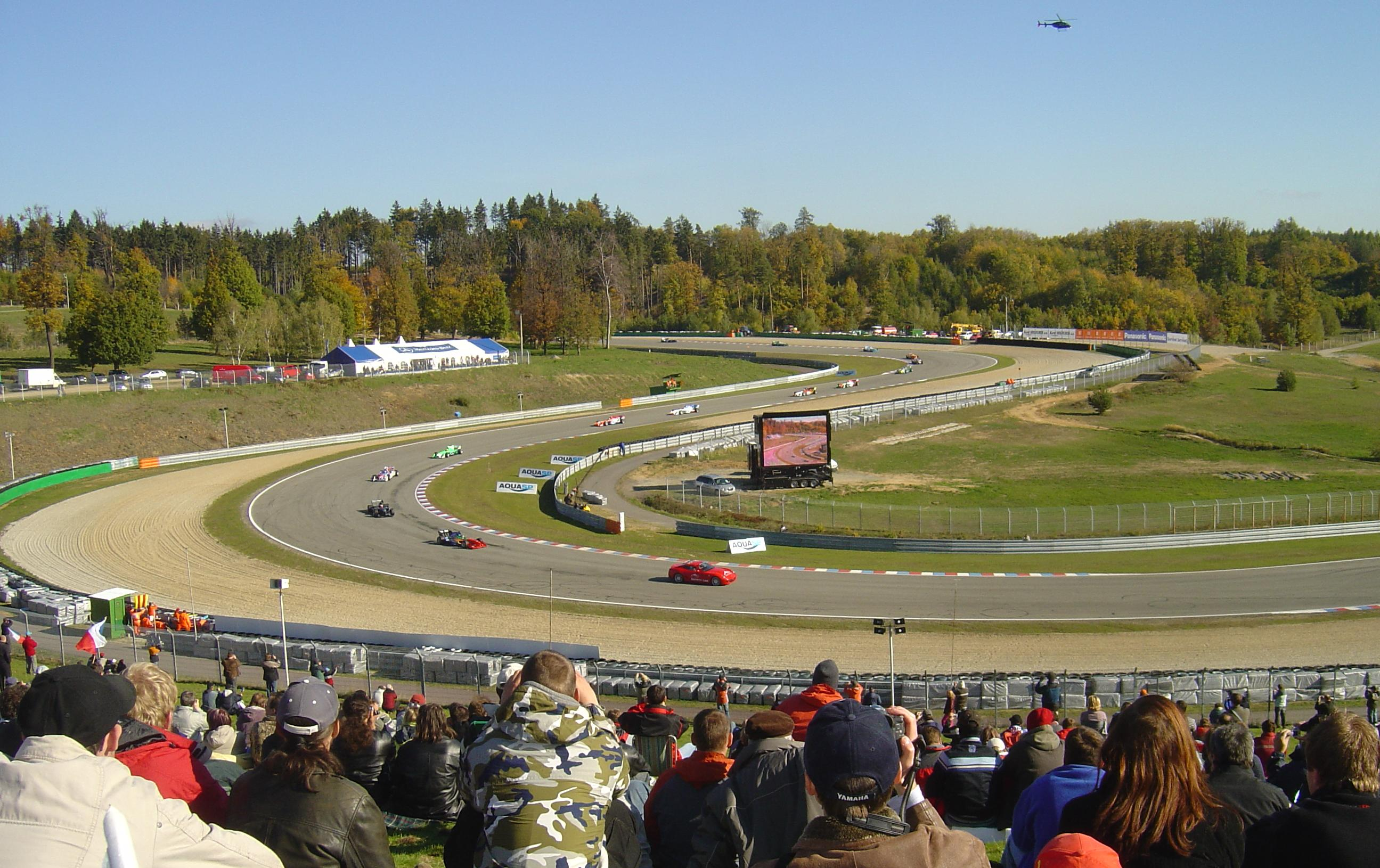
Eingangs der Omega-Kurve (A1GP-Rennwochenende 2007)

Die ursprüngliche Strecke des Masaryk-Ringes wurde 1930 erstmals befahren und bis 1986 genutzt. Sie bestand aus öffentlichen, für die Rennen abgesperrten Straßen und hatte anfangs eine Länge von über 29 Kilometern. Im Lauf der Jahre wurde sie aufgrund der immer strenger werdenden Sicherheitsbestimmungen auf am Ende knapp elf Kilometer verkürzt. Mitte der 1980er-Jahre entsprach dieser Kurs nicht mehr den Sicherheitsanforderungen der Zeit, und man entschloss sich, ab 1985 eine permanente Rennstrecke zu errichten.
Das heute genutzte neue Automotodrom, welches etwa zehn Kilometer von den Boxenanlagen des alten Rings entfernt ist, wurde im Juni 1987 eröffnet und befindet sich innerhalb des alten Straßenkurses. Es war von 1987 bis 2020 Austragungsort des Großen Preises von Tschechien (bis 1991 Großer Preis der Tschechoslowakei). Außerdem veranstalten auch die Supersport- und Superbike-Weltmeisterschaft sowie die Tourenwagen-Weltmeisterschaft (WTCC) auf dem Automodrom jährlich ihre tschechischen Läufe.
Im Frühjahr 2025 erfolgte die Neuasphaltierung der Rennstrecke. Damit wurde die Voraussetzung geschaffen, dass die Rennstrecke ab 2025 wieder im Rennkalender der Motorrad-Weltmeisterschaft aufgenommen werden konnte.

## Daten
| Länge (in Fahrbahnmitte gemessen) | 5.403,19 Meter                       |
| Fahrbahnbreite                    | 15,0 Meter                           |
| Kurven                            | 14 (6 links, 8 rechts)               |
| Minimaler Kurvenradius            | 50 Meter                             |
| Maximaler Kurvenradius            | 300 Meter                            |
| Maximale Steigung                 | 7,5 % über 917 Meter                 |
| Maximales Gefälle                 | 5 % über 410 Meter                   |
| Höhenunterschied                  | 73,63 Meter                          |
| Seehöhe                           | 450 Meter                            |
| Streckenkapazität                 | 55 Motorräder, 33 Gespanne, 40 Autos |

## Rekorde
| Klasse           | Saison | Fahrer            | Fabrikat | Zeit         | Durchschnitts- geschwindigkeit | Wetter  |
| ---------------- | ------ | ----------------- | -------- | ------------ | ------------------------------ | ------- |
| Motorrad 125 cm³ | 2003   | Lucio Cecchinello | Aprilia  | 2:07,836 min | 152,154 km/h                   | trocken |
| Motorrad 250 cm³ | 2007   | Jorge Lorenzo     | Aprilia  | 2:02,299 min | 159,043 km/h                   | trocken |
| Motorrad 500 cm³ | 2001   | Valentino Rossi   | Honda    | 2:01,461 min | 160,140 km/h                   | trocken |
| MotoGP 990 cm³   | 2006   | Loris Capirossi   | Ducati   | 1:58,157 min | 164,618 km/h                   | trocken |
| MotoGP 1000 cm³  | 2014   | Dani Pedrosa      | Honda    | 1:56,027 min | 167,640 km/h                   | trocken |

## Statistik

### AlleKönigsklasse-Sieger der Motorrad-WM in Brünn
| Jahr | Sieger            | Motorrad          | Reifen            | Zeit              | Streckenlänge     | Runden            | Ø-Tempo           | Datum             | GP der/von        |
| ---- | ----------------- | ----------------- | ----------------- | ----------------- | ----------------- | ----------------- | ----------------- | ----------------- | ----------------- |
| 1987 | Wayne Gardner     | Honda             | M                 | 51:52,170 min     | 5,403 km          |                   |                   | 23. August        | Tschechoslowakei  |
| 1988 | Wayne Gardner     | Honda             | M                 | 49:11,060 min     | 5,403 km          |                   |                   | 28. August        | Tschechoslowakei  |
| 1989 | Kevin Schwantz    | Suzuki            | M                 | 48:20,640 min     | 5,403 km          |                   |                   | 27. August        | Tschechoslowakei  |
| 1990 | Wayne Rainey      | Yamaha            | M                 | 47:50,847 min     | 5,403 km          |                   |                   | 26. August        | Tschechoslowakei  |
| 1991 | Wayne Rainey      | Yamaha            | D                 | 47:32,169 min     | 5,403 km          |                   |                   | 25. August        | Tschechoslowakei  |
| 1993 | Wayne Rainey      | ROC-Yamaha        | D                 | 45:39,002 min     | 5,403 km          | 22                | 156,231 km/h      | 22. August        | Tschechien        |
| 1994 | Mick Doohan       | Honda             | M                 | 45:39,974 min     | 5,403 km          | 22                | 156,176 km/h      | 21. August        | Tschechien        |
| 1995 | Luca Cadalora     | Yamaha            | D                 | 45:28,726 min     | 5,403 km          | 22                | 156,820 km/h      | 20. August        | Tschechien        |
| 1996 | Àlex Crivillé     | Honda             | M                 | 45:38,884 min     | 5,403 km          | 22                | 156,238 km/h      | 18. August        | Tschechien        |
| 1997 | Mick Doohan       | Honda             | M                 | 45:25,012 min     | 5,403 km          | 22                | 157,033 km/h      | 31. August        | Tschechien        |
| 1998 | Max Biaggi        | Honda             | M                 | 45:12,043 min     | 5,403 km          | 22                | 157,784 km/h      | 23. August        | Tschechien        |
| 1999 | Tadayuki Okada    | Honda             | M                 | 45:18,066 min     | 5,403 km          | 22                | 157,435 km/h      | 22. August        | Tschechien        |
| 2000 | Max Biaggi        | Yamaha            | M                 | 45:31,918 min     | 5,403 km          | 22                | 156,636 km/h      | 20. August        | Tschechien        |
| 2001 | Valentino Rossi   | Honda             | M                 | 45:01,044 min     | 5,403 km          | 22                | 158,427 km/h      | 26. August        | Tschechien        |
| 2002 | Max Biaggi        | Yamaha            | M                 | 44:36,498 min     | 5,403 km          | 22                | 159,880 km/h      | 25. August        | Tschechien        |
| 2003 | Valentino Rossi   | Honda             | M                 | 44:18,907 min     | 5,403 km          | 22                | 160,937 km/h      | 17. August        | Tschechien        |
| 2004 | Sete Gibernau     | Honda             | M                 | 44:03,480 min     | 5,403 km          | 22                | 161,877 km/h      | 22. August        | Tschechien        |
| 2005 | Valentino Rossi   | Yamaha            | M                 | 43:56,539 min     | 5,403 km          | 22                | 162,303 km/h      | 28. August        | Tschechien        |
| 2006 | Loris Capirossi   | Ducati            | B                 | 43:40,145 min     | 5,403 km          | 22                | 163,318 km/h      | 20. August        | Tschechien        |
| 2007 | Casey Stoner      | Ducati            | B                 | 43:45,810 min     | 5,403 km          | 22                | 162,966 km/h      | 19. August        | Tschechien        |
| 2008 | Valentino Rossi   | Yamaha            | B                 | 43:28,841 min     | 5,403 km          | 22                | 164,026 km/h      | 17. August        | Tschechien        |
| 2009 | Valentino Rossi   | Yamaha            | B                 | 43:08,991 min     | 5,403 km          | 22                | 165,284 km/h      | 16. August        | Tschechien        |
| 2010 | Jorge Lorenzo     | Yamaha            | B                 | 43:22,638 min     | 5,403 km          | 22                | 164,417 km/h      | 15. August        | Tschechien        |
| 2011 | Casey Stoner      | Honda             | B                 | 43:16,796 min     | 5,403 km          | 22                | 164,787 km/h      | 14. August        | Tschechien        |
| 2012 | Dani Pedrosa      | Honda             | B                 | 42:51,570 min     | 5,403 km          | 22                | 166,403 km/h      | 26. August        | Tschechien        |
| 2013 | Marc Márquez      | Honda             | B                 | 42:50,729 min     | 5,403 km          | 22                | 166,458 km/h      | 25. August        | Tschechien        |
| 2014 | Dani Pedrosa      | Honda             | B                 | 42:47,800 min     | 5,403 km          | 22                | 166,648 km/h      | 17. August        | Tschechien        |
| 2015 | Jorge Lorenzo     | Yamaha            | B                 | 42:53,042 min     | 5,403 km          | 22                | 166,308 km/h      | 16. August        | Tschechien        |
| 2016 | Cal Crutchlow     | Honda             | M                 | 47:44,290 min     | 5,403 km          | 22                | 149,397 km/h      | 21. August        | Tschechien        |
| 2017 | Marc Márquez      | Honda             | M                 | 44:15,974 min     | 5,403 km          | 21                | 161,1 km/h        | 6. August         | Tschechien        |
| 2018 | Andrea Dovizioso  | Ducati            | M                 | 41:07,728 min     | 5,403 km          | 21                | 165,5 km/h        | 5. August         | Tschechien        |
| 2019 | Marc Márquez      | Honda             | M                 | 39:24:430 min     | 5,403 km          | 21                | 164,5 km/h        | 4. August         | Tschechien        |
| 2020 | Brad Binder       | KTM               | M                 | 41:38:764 min     | 5,403 km          | 21                | 163,4 km/h        | 9. August         | Tschechien        |
| 2021 | nicht ausgetragen | nicht ausgetragen | nicht ausgetragen | nicht ausgetragen | nicht ausgetragen | nicht ausgetragen | nicht ausgetragen | nicht ausgetragen | nicht ausgetragen |
| 2022 | nicht ausgetragen | nicht ausgetragen | nicht ausgetragen | nicht ausgetragen | nicht ausgetragen | nicht ausgetragen | nicht ausgetragen | nicht ausgetragen | nicht ausgetragen |
| 2023 | nicht ausgetragen | nicht ausgetragen | nicht ausgetragen | nicht ausgetragen | nicht ausgetragen | nicht ausgetragen | nicht ausgetragen | nicht ausgetragen | nicht ausgetragen |
| 2024 | nicht ausgetragen | nicht ausgetragen | nicht ausgetragen | nicht ausgetragen | nicht ausgetragen | nicht ausgetragen | nicht ausgetragen | nicht ausgetragen | nicht ausgetragen |
| 2025 | Marc Márquez      | Ducati            | M                 | 40:04:628 min     | 5,403 km          | 21                | 169,8 km/h        | 20. Juli          | Tschechien        |

Rekordsieger Fahrer: Valentino Rossi (5)
Rekordsieger Konstrukteure: Honda (16)
Rekordsieger Nationen: Italien (11)